# Pardela
Las pardelas son un grupo de aves pelágicas de la familia Procellariidae de tamaño medio y provistas de largas alas. Existen más de 20 especies de pardelas, las más grandes del género Calonectris y muchas especies pequeñas del género Puffinus, y del reciente género Ardenna. Las aves del género Procellaria se consideraban dentro de este grupo, pero basándose en estudios recientes se descubrió que no están tan relacionados como las aves del género Pseudobulweria y Lugensa que tomaron su lugar. El género Puffinus puede ser dividido en un grupo de especies pequeñas cercanas al género Calonectris y otras más grandes distantes a ambos.
Estas aves son más comunes en aguas templadas y heladas. Son pelágicas fuera de la temporada de cría. Vuelan con largas alas planeando en el aire con el mínimo esfuerzo y recorriendo grandes distancias. Algunas especies pequeñas, como la pardela pichoneta son cruciformes en vuelo, con su ala larga sostenida directamente hacia fuera de sus cuerpos.
Pueden llegar a vivir muchos años. Una pardela sombría que anida en las islas Copeland, Irlanda del Norte, era entre 2003 y 2004 el ave más antigua en libertad del mundo: se lleva control de ella después que la anillaron, ya adulta (por lo menos tenía 5 años) en julio de 1953, y fue atrapada una segunda vez en julio de 2003, cuando tenía por lo menos 55 años. Las pardelas sombrías migran 10 000 km hasta Sudamérica en invierno, llegando al del sur de Brasil y a Argentina; entonces la pardela sombría de las islas Copeland ha recorrido un mínimo de 1.000.000 de kilómetros en su vida, sin contar lo que vuela en el día.
Las pardelas van a las islas y a los acantilados solamente a anidar. Tienen costumbres nocturnas para anidar, prefiriendo las noches sin luna para minimizar la depredación. Anidan en madrigueras donde ponen un solo huevo blanco.
Se alimentan de pescado, calamares y alimentos similares que el océano le otorga, aunque algunos pueden seguir a los barcos pesqueros para comer las partes de la pesca que se van por la borda. La fardela negra muchas veces sigue a las ballenas para alimentarse de los peces que se asoman a la superficie luego de su paso.
Los datos científicos demuestran su situación crítica de conservación principalmente debido a la introducción de predadores en sus lugares de cría (por ej. ratas y gatos), la contaminación lumínica, la sobreexplotación pesquera y la interacción con pesquerías industriales. La contaminación marina y concretamente la ingesta de plástico es otra amenaza importante pues puede provocar el bloqueo del tubo digestivo, úlceras e incluso transferir contaminantes a los tejidos de las aves. En algunas especies se han registrado 276 piezas de plástico dentro de un polluelo de 90 días, lo que constituía el 15% de su masa corporal. Esto traducido en términos humanos, sería al equivalente a que una persona tuviera alrededor de 6 u 8 kilos de plástico dentro del estómago.
Las pardelas son parte de la familia Procellariidae, que también incluye a los petreles fulmares, priones y fardelas.
La pardela fue declarada "Ave del Año 2013" por SEO BirdLife.

## Curiosidades
Claudio Eliano incluye un pequeño relato sobre la pardela en el Libro I de su obra sobre la naturaleza de los animales (en griego: Περὶ ζῴων ἰδιότητος Perí zóon idiótitos; aunque citado a veces por su título en latín, De Natura Animalium o Historia animalium). Según cuenta, esta ave vive en la isla Diomedea o Diomedia, no ataca a los bárbaros pero se mantiene alejada de ellos, en cambio, a los helenos (o griegos) los recibe amistosamente. Eliano expresa que la especial relación entre estas aves y los helenos se debe al héroe tracio Diomedes (en griego: Διομήδης); éste las tenía por compañeras de viaje, pues según cuenta el autor, se trataban de combatientes caídos durante la guerra de Troya que aun lo acompañan pero metamorfoseados en pardelas.
En el Compendio de metamorfosis de Antonino Liberal se dice que el origen de estas aves deviene de una rebelión de los daunios. Éstos fueron ayudados por Diomedes en una guerra contra los mesapios. Tras la victoria, Daunio, rey de los daunios, en agradecimiento, casó a su hija con el héroe tracio y le concedió tierras que más tarde repartió entre sus compañeros dorios. Muerto Diomedes y muerto Daunio; los daunios, envidiosos de las tierras de los dorios, instigaron una revuelta en la que acabaron masacrándolos. Zeus en compensación por esa atrocidad, transformó a los griegos asesinados en pardelas. Esta historia sirve como explicación del motivo que también expresa Eliano: que estas aves reciben a los griegos y rehúyen a los bárbaros.
En su cuaderno de bitácora, a fecha del 4 de octubre de 1492, Cristóbal Colón se refiere al avistamiento de más de cuarenta "pardeles".

## Lista de especies
- Género Calonectris
  - Pardela cenicienta, C. diomedea 
  - Pardela de Cabo Verde, C. edwardsii
  - Pardela canosa, C. leucomelas

- Género Puffinus
  - Grupo "Puffinus" - especies más pequeñas, estrechamente relacionadas con Calonectris
  - Puffinus nativatis
  - Puffinus puffinus
  - Puffinus yelkouan
  - Puffinus mauretanicus
  - Puffinus huttoni
  - Puffinus opisthomelas
  - Puffinus auriculatus
  - Puffinus newelli
  - Puffinus gavia
  - Puffinus assimilis
  - Puffinus baroli
  - Puffinus lherminieri
    - Puffinus lherminieri baroli
    - Puffinus (lherminieri) persicus
    - Puffinus lherminieri bailloni
    - Puffinus lherminieri bannermani

  - Puffinus heinrothi
  - Grupo "Neonectris" - especies más grandes, con distinto linaje
  - Puffinus creatopus
  - Puffinus carneipes
  - Puffinus gravis
  - Puffinus pacificus
  - Puffinus bulleri
  - Puffinus griseus
  - Puffinus tenuirostris

- Género Pseudobulweria
  - Petrel de Fiji:  P. macgillivrayi
  - Petrel de Tahití:  P. rostrata
  - Petrel de Beck:  P. becki
  - Petrel de Mascarene:  P. aterrima
  - Petrel de Santa Helena: P. rupinarum (extinto)

- Género Lugensa
  - Petrel de Kerguelen:  Lugensa brevirostris